# Мёрк, Сидсель
Сидсель Мёрк (норв. Sidsel Mørck; 28 ноября 1937 — 5 марта 2024) ― норвежский поэт, романист и колумнист.
Мёрк дебютировала в литературе в 1967 году с поэтической коллекцией «Et ødselt sekund». С тех пор она опубликовала более 30 романов, рассказов и сборников стихов для взрослых и детей. Как активист, она написала более 120 статей по социальным вопросам, особенно по защите окружающей среды и промышленного загрязнения, и прочитала ряд лекций.
В 2013 году Мёрк получила Премию Осецкого за её сильное социальное приверженность, особенно в области женских вопросов, гендерных ролей и охраны окружающей среды. Кроме того, Мёрк являлась активным общественным дебатером и колонистом, включая эти вопросы в свои публикации.
Мёрк была членом правления Премии Софии, международной премии в области охраны окружающей среды и развития, которая вручалась ежегодно с 1998 по 2013 годы.
Умерла 5 марта 2024 года после продолжительной болезни в возрасте 86 лет.

## Ранний период жизни
Мёрк выросла в Саннефьорде, Норвегия. Десять лет, с 1968 по 1978 годы, она жила в промышленном районе Норск Хидро в Порсгрунне, что побудило её заняться защитой окружающей среды.
Её сводный дедушка Дмитрий Дмитриевич Колобов, которого она называла папой, приехал в Норвегию из России в 1920 году. Его путешествие является темой книги Мёрк 2010 года «Папа ― русский беженец».

## Награды
- 1976 г.: Фонд Мадса Вила Нигаардса
- 1988 г.: Oppretter Venstres miljøpris
- 1989 г.: Kardemommestipendiet
- 1990 г.: Почетная награда Fritt Ord
- 1991 г.: Премия Рэйчел Карсон (премия защитника окружающей среды)
- 1993 г.: Государственный ученый
- 2009 г.: Литературная премия Вестфолда (Vestfolds Litteraturpris)
- 2012 г.: Ordknappen 2012 за книгу Brother
- 2013 г.: Премия Осецкого